# Turun Urheiluliitto
Turun Urheiluliitto (abgekürzt TuUL; deutsch „Turkuer Sportvereinigung“) ist ein 1901 gegründeter Sportverein aus Turku, Finnland. Es bestehen Vereinsmannschaften für Skilanglauf, Bowling, Volleyball, Eislauf, Boxen, Fahrradfahren, Triathlon, Gymnastik und Leichtathletik.
Als erfolgreichster Athlet des Vereins gilt Paavo Nurmi. Der Langstreckenläufer, der in den 1920er-Jahren neun Goldmedaillen bei Olympischen Spielen gewann, trat als Jugendlicher dem Verein bei und war bis zu seinem Lebensende Mitglied. Außerdem gehörten dem Verein folgende olympische Medaillengewinner an: Elias Katz, Hannes Kolehmainen, Harri Larva, Raimo Heinonen, Veikko Karvonen und Kaisa Parviainen.